# Cratere Nirkes
Nirkes è un cratere sulla superficie di Callisto.